# 松丘村
松丘村（まつおかむら）は、千葉県君津郡（望陀郡）にかつて存在した村である。

## 地理
- 現在の君津市の東部、旧上総町の中部に位置する。
- 村域はほとんどが山がちな地形である。
- 村は小櫃川の上流域に位置する。

## 歴史
村名は村の中心の丘に3株の老松があることに由来する。

### 沿革
- 1889年（明治22年）4月1日 - 町村制施行により、大戸見村、広岡村、平山村、山滝野村、大坂村、加名盛村、大中村、利根村、柳城村、高水村が合併し、望陀郡松丘村が発足。
- 1897年（明治30年）4月1日 - 望陀郡が統合されて君津郡となる。
- 1936年（昭和11年）3月25日 - 久留里線久留里駅 - 上総亀山駅間の開業により、平山駅、上総松丘駅が開業。
- 1944年（昭和19年）12月16日 - 久留里線の久留里駅 - 上総亀山駅間が営業休止。
- 1947年（昭和22年）4月1日 - 久留里線の久留里駅 - 上総亀山駅間が営業再開。
- 1954年（昭和29年）10月1日 - 松丘村は久留里町、亀山村とともに合併して上総町が発足。松丘村は消滅。

変遷表
| 1868年 以前 | 1868年 以前  | 1868年 以前 | 明治7年  | 明治22年 4月1日 | 明治30年 4月1日 | 明治30年 4月1日 | 昭和29年 10月1日 | 昭和45年 9月28日 | 昭和46年 9月1日 | 現在   |
| ----------- | ------------ | ----------- | -------- | --------------- | --------------- | --------------- | ---------------- | ---------------- | --------------- | ------ |
| 望陀郡      |              | 蓮見村      | 大戸見村 | 松丘村          | 君津郡 発足     | 松丘村          | 上総町           | 君津町           | 市制            | 君津市 |
| 望陀郡      | 女食村       |             | 大戸見村 | 松丘村          | 君津郡 発足     | 松丘村          | 上総町           | 君津町           | 市制            | 君津市 |
| 望陀郡      | 谷向村       |             | 大戸見村 | 松丘村          | 君津郡 発足     | 松丘村          | 上総町           | 君津町           | 市制            | 君津市 |
| 望陀郡      | 九兵衛村     |             | 大戸見村 | 松丘村          | 君津郡 発足     | 松丘村          | 上総町           | 君津町           | 市制            | 君津市 |
| 望陀郡      | 片野村       |             | 大戸見村 | 松丘村          | 君津郡 発足     | 松丘村          | 上総町           | 君津町           | 市制            | 君津市 |
| 望陀郡      | 田面村       |             | 大戸見村 | 松丘村          | 君津郡 発足     | 松丘村          | 上総町           | 君津町           | 市制            | 君津市 |
| 望陀郡      | 七郎兵衛村   |             | 大戸見村 | 松丘村          | 君津郡 発足     | 松丘村          | 上総町           | 君津町           | 市制            | 君津市 |
| 望陀郡      | 八郎兵衛村   |             | 大戸見村 | 松丘村          | 君津郡 発足     | 松丘村          | 上総町           | 君津町           | 市制            | 君津市 |
| 望陀郡      | 細野村       |             | 大戸見村 | 松丘村          | 君津郡 発足     | 松丘村          | 上総町           | 君津町           | 市制            | 君津市 |
| 望陀郡      | 網場村       |             | 大戸見村 | 松丘村          | 君津郡 発足     | 松丘村          | 上総町           | 君津町           | 市制            | 君津市 |
| 望陀郡      | 切畑村       |             | 大戸見村 | 松丘村          | 君津郡 発足     | 松丘村          | 上総町           | 君津町           | 市制            | 君津市 |
| 望陀郡      | 四町村       |             | 大戸見村 | 松丘村          | 君津郡 発足     | 松丘村          | 上総町           | 君津町           | 市制            | 君津市 |
| 望陀郡      |              | 千本村      | 広岡村   | 松丘村          | 君津郡 発足     | 松丘村          | 上総町           | 君津町           | 市制            | 君津市 |
| 望陀郡      | 外ケ野村     |             | 広岡村   | 松丘村          | 君津郡 発足     | 松丘村          | 上総町           | 君津町           | 市制            | 君津市 |
| 望陀郡      | 柳瀬村       |             | 広岡村   | 松丘村          | 君津郡 発足     | 松丘村          | 上総町           | 君津町           | 市制            | 君津市 |
| 望陀郡      | 鳥居台村     |             | 広岡村   | 松丘村          | 君津郡 発足     | 松丘村          | 上総町           | 君津町           | 市制            | 君津市 |
| 望陀郡      | 打路木村     |             | 広岡村   | 松丘村          | 君津郡 発足     | 松丘村          | 上総町           | 君津町           | 市制            | 君津市 |
| 望陀郡      | 稲滝村       |             | 広岡村   | 松丘村          | 君津郡 発足     | 松丘村          | 上総町           | 君津町           | 市制            | 君津市 |
| 望陀郡      | 朝立村       |             | 広岡村   | 松丘村          | 君津郡 発足     | 松丘村          | 上総町           | 君津町           | 市制            | 君津市 |
| 望陀郡      | 朝柄村       |             | 広岡村   | 松丘村          | 君津郡 発足     | 松丘村          | 上総町           | 君津町           | 市制            | 君津市 |
| 望陀郡      | 戸穴村       |             | 広岡村   | 松丘村          | 君津郡 発足     | 松丘村          | 上総町           | 君津町           | 市制            | 君津市 |
| 望陀郡      |              | 平山村      | 平山村   | 松丘村          | 君津郡 発足     | 松丘村          | 上総町           | 君津町           | 市制            | 君津市 |
| 望陀郡      | 古宿村       |             | 平山村   | 松丘村          | 君津郡 発足     | 松丘村          | 上総町           | 君津町           | 市制            | 君津市 |
| 望陀郡      |              | 西野村      | 山滝野村 | 松丘村          | 君津郡 発足     | 松丘村          | 上総町           | 君津町           | 市制            | 君津市 |
| 望陀郡      | 四宮村       |             | 山滝野村 | 松丘村          | 君津郡 発足     | 松丘村          | 上総町           | 君津町           | 市制            | 君津市 |
| 望陀郡      | 小滝村       |             | 山滝野村 | 松丘村          | 君津郡 発足     | 松丘村          | 上総町           | 君津町           | 市制            | 君津市 |
| 望陀郡      | 宿戸村       |             | 山滝野村 | 松丘村          | 君津郡 発足     | 松丘村          | 上総町           | 君津町           | 市制            | 君津市 |
| 望陀郡      | 大野宮台村   |             | 山滝野村 | 松丘村          | 君津郡 発足     | 松丘村          | 上総町           | 君津町           | 市制            | 君津市 |
| 望陀郡      | 大山田村     |             | 山滝野村 | 松丘村          | 君津郡 発足     | 松丘村          | 上総町           | 君津町           | 市制            | 君津市 |
| 望陀郡      | 菅間新田村   |             | 山滝野村 | 松丘村          | 君津郡 発足     | 松丘村          | 上総町           | 君津町           | 市制            | 君津市 |
| 望陀郡      |              | 小坂村      | 大坂村   | 松丘村          | 君津郡 発足     | 松丘村          | 上総町           | 君津町           | 市制            | 君津市 |
| 望陀郡      | 太郎右衛門村 |             | 大坂村   | 松丘村          | 君津郡 発足     | 松丘村          | 上総町           | 君津町           | 市制            | 君津市 |
| 望陀郡      | 鴫畑村       |             | 大坂村   | 松丘村          | 君津郡 発足     | 松丘村          | 上総町           | 君津町           | 市制            | 君津市 |
| 望陀郡      |              | 関村        | 加名盛村 | 松丘村          | 君津郡 発足     | 松丘村          | 上総町           | 君津町           | 市制            | 君津市 |
| 望陀郡      | 上関村       |             | 加名盛村 | 松丘村          | 君津郡 発足     | 松丘村          | 上総町           | 君津町           | 市制            | 君津市 |
| 望陀郡      | 下関村       |             | 加名盛村 | 松丘村          | 君津郡 発足     | 松丘村          | 上総町           | 君津町           | 市制            | 君津市 |
| 望陀郡      | 石崎村       |             | 加名盛村 | 松丘村          | 君津郡 発足     | 松丘村          | 上総町           | 君津町           | 市制            | 君津市 |
| 望陀郡      |              | 大録村      | 大中村   | 松丘村          | 君津郡 発足     | 松丘村          | 上総町           | 君津町           | 市制            | 君津市 |
| 望陀郡      | 中山村       |             | 大中村   | 松丘村          | 君津郡 発足     | 松丘村          | 上総町           | 君津町           | 市制            | 君津市 |
| 望陀郡      | 利根村       |             |          | 松丘村          | 君津郡 発足     | 松丘村          | 上総町           | 君津町           | 市制            | 君津市 |
| 望陀郡      | 柳城村       |             |          | 松丘村          | 君津郡 発足     | 松丘村          | 上総町           | 君津町           | 市制            | 君津市 |
| 望陀郡      | 高水村       |             |          | 松丘村          | 君津郡 発足     | 松丘村          | 上総町           | 君津町           | 市制            | 君津市 |

## 人口・世帯

### 人口
総数 [単位： 人]
| 1891年（明治24年） | 3,868 |
| 1921年（大正10年） | 4,187 |

### 世帯
総数 [単位： 世帯]
| 1921年（大正10年） | 738 |

## 交通

### 鉄道
- 日本国有鉄道（ → 東日本旅客鉄道）
  - ■久留里線
    - 平山駅 - 上総松丘駅

### 道路
- 久留里街道（現国道410号）